# پیر مرکل
پیر مرکل (انگلیسی: Pierre Merkel؛ زادهٔ ۲۵ مهٔ ۱۹۸۹) بازیکن فوتبال اهل آلمان است.
از باشگاه‌هایی که در آن بازی کرده‌است می‌توان به باشگاه فوتبال هالشر و باشگاه فوتبال آینتراخت برانشوایگ اشاره کرد.